# María Mercedes Prat y Prat

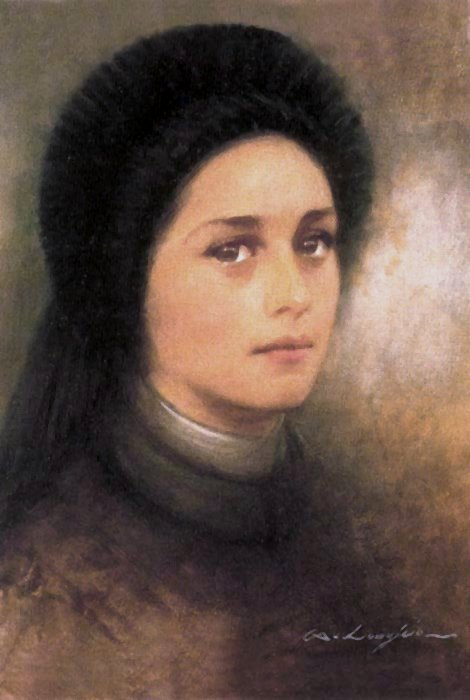
Mercè Prat y Prat

María Mercedes „Mercè“ Prat y Prat STJ (* 6. März 1880 in Barcelona; † 24. Juli 1936 ebenda) war eine spanische Ordensschwester der Teresanerinnen und Märtyrerin der römisch-katholischen Kirche. Sie wurde von Papst Johannes Paul II. am 29. April 1990 seliggesprochen.

## Leben
Mercè Prat i Prat wurde 1880 in Barcelona als ältestes von vier Kindern geboren. Ihre Eltern waren Juan Prat i Serra und Teresa Prat i Bordoy. Sie wurde einen Tag nach ihrer Geburt getauft, ihre Erstkommunion erhielt sie im Alter von zehn Jahren am 30. Juni 1890. Ihre Eltern starben noch in Prats Jugendzeit (1895/96), wonach sie für sich und ihre Geschwister sorgen musste.
Sie reiste 1904 nach Tortosa und trat in den Orden der „Teresianischen Schwestern“ (lat. Societatis Sanctae Teresiae a Iesu) ein. Ihr Noviziat begann am 27. August 1904, ihre Einkleidung in den Habit fand am 1. März 1905, die Profess am 10. März 1907 statt. Bis 1909 war Mercè Prat i Prat im Bereich der Schulbildung tätig, dann legte sie die ewigen Gelübde ab. Bis 1915 blieb sie in Tortosa, ab 1920 arbeitete sie im Mutterhaus des Ordens in Barcelona.
Am 19. Juli 1936 musste die Kongregation wegen des Spanischen Bürgerkrieges sein Konventsgebäude und die Schule verlassen. Schuld daran waren anti-katholische Regierungstruppen. Die Ordensfrau wurde verhaftet und eine Woche im Gefängnis inhaftiert. Mercè Prat i Prat wurde schließlich zum Tode verurteilt und am 23. Juli 1936 erschossen. Sie fand ihre letzte Ruhestätte in Barcelona. 

## Seligsprechung
Papst Paul VI. eröffnete 1969 das Seligsprechungsverfahren. Sie Seligsprechung erfolgte am 29. April 1990 durch Papst Johannes Paul II. am Petersplatz in Rom. Ihr Gedenktag ist der 24. Juli.
| Personendaten    | Personendaten                                                          |
| ---------------- | ---------------------------------------------------------------------- |
| NAME             | Prat y Prat, María Mercedes                                            |
| ALTERNATIVNAMEN  | Prat, Mercedes; Prat y Prat, Mercè; María Mercedes del Sagrado Corazón |
| KURZBESCHREIBUNG | Ordensschwester                                                        |
| GEBURTSDATUM     | 6. März 1880                                                           |
| GEBURTSORT       | Barcelona                                                              |
| STERBEDATUM      | 24. Juli 1936                                                          |
| STERBEORT        | Barcelona                                                              |